# 23 (број)
23 (двадесет три) је број, нумерал и име глифа који представља тај број. То је природни број који следи после броја 22, а претходи броју 24.

## Лингвистика
- Европска унија има 23 званична језика.

## У спорту
- Је био број на дресу Мајкла Џордана док је играо за Чикаго Булсе

## Религија
- Псалам 23, познат и као Пастирски псалам, је вероватно најпознатији и најчешће помињани псалам,
- У Исламу, Алах се откривао Мухамеду током 23 године.